# Chiesa di Santa Maria Assunta (Guardialfiera)
La chiesa di Santa Maria Assunta è la parrocchiale di Guardialfiera, in provincia di Campobasso e diocesi di Termoli-Larino; fa parte della zona pastorale di Santa Croce-Casacalenda.

## Storia
La primitiva chiesa di Santa Maria Assunta, sorta in epoca medievale dove probabilmente vi era in antichità un tempio pagano, fu elevata al rango di cattedrale della diocesi di Guardialfiera nell'anno 1061.
L'evento sismico che nel 1456 devastò ampi territori del Regno di Napoli distrusse totalmente il luogo di culto, che dovette così essere ricostruito negli anni successivi; la nuova cattedrale fu dotata di una Porta Santa.
Già nel 1477 vennero eseguiti alcuni interventi di restauro che interessarono la porzione orientale della chiesa, mentre nel 1553 si procedette alla decorazione del battistero e del soffitto; ulteriori interventi furono realizzati nel 1668.
La chiesa perse il titolo di cattedrale nel 1818 con la soppressione della diocesi di Guardialfiera e la sua annessione in quella di Termoli, decretata da papa Pio VII con la sua bolla De utiliori.
Nel 1858 l'edificio venne interessato da un rifacimento che ne modificò profondamente la struttura, che da un impianto a tre navate fu trasformato in uno a navata unica; tra la fine di quel secolo e l'inizio del successivo fu eretto su progetto dell'ingegnere Vittorio Romanelli il nuovo campanile in sostituzione di quello antico, demolito nel 1845 in quanto pericolante.
Negli anni novanta del Novecento fu condotto l'adeguamento liturgico secondo le usanze postconciliari mediante l'aggiunta dell'altare rivolto verso l'assemblea.

## Descrizione

### Esterno
La facciata in pietra della chiesa, rivolta a nordovest, presenta centralmente il portale d'ingresso, sormontato dal coronamento mistilineo, una raffigurazione della Beata Vergine Maria e una finestra a lunetta ed è conclusa dal timpano triangolare.
Sulla facciata orientale si apre la "Porta Santa", un portale gotico a sesto acuto rialzato a cui si accede da una scalinata. La Porta Santa viene aperta annualmente per le indulgenze, tranne gli anni giubilari.
Annesso alla parrocchiale è il campanile a base quadrata, la cui cella presenta su ogni lato una monofora a tutto sesto ed è coronata dalla guglia piramidale.

### Interno
L'interno della chiesa, dotata di una cripta medievale scoperta nel 1975, si compone di un'unica ampia navata, sulla quale si affacciano le cappelle laterali, introdotte da archi a tutto sesto, e le cui pareti sono scandite da lesene terminanti con capitelli ionici e sorreggenti la trabeazione modanata e aggettante sopra la quale si impostano la volte di copertura; al termine dell'aula si sviluppa il presbiterio, rialzato di alcuni gradini, ospitante l'altare maggiore e chiuso dalla parete di fondi piatta.